# メジオン杯オープン新人王戦
メジオン杯オープン新人王戦（メジオンはい オープんしんじんおうせん、메지온배 오픈신인왕전）は、韓国の囲碁の若手棋戦。2013年にトンアパムテク杯オープン新人王戦として開始、2014年にトンアパムテク社の社名変更にともないメジオン杯と改名。入段3年目以下のプロ棋士と韓国棋院研究生が出場する。2017年まで開催。
- 主催 韓国棋院、囲碁TV
- 後援 メジオン
- 優勝賞金 (1-4回)800万ウォン、(5回)1000万ウォン

2011年にはKC&A新人王戦が実施された。

## 方式
- 予選勝ち抜き者13名と、シード3名の計16名によるトーナメント戦。
- 第1期は決勝一番勝負、第2期は決勝三番勝負。
- 持時間は各1時間、1分の秒読み1回

## 優勝者と決勝戦
（左が勝者）
1. 2013年 卞相壹 - 李東勲
2. 2014年 卞相壹 2-1 閔詳然
3. 2015年 申眞諝 2-1 金眞輝
4. 2016年 申旻埈 2-1 朴河旼
5. 2017年 申旻埈 2-0 文儒彬

## KC&A新人王戦
入段5年目以下の若手棋士が出場する。予選を勝抜いた10人が2組に分かれてリーグ戦を行い、各リーグ上位2名の計4人によるトーナメントを行う。決勝戦は三番勝負。持時間は各2時間、1分の秒読み3回。
- 優勝賞金 700万元

### 優勝者と決勝戦
1. 2011年 姜儒澤 2-0 李東勲